# Autopista R217 Cáucaso
La autopista federal R217 Cáucaso (del ruso: Федеральная автомобильная дорога P217 «Кавказ») une Pávlovskaya en el krai de Krasnodar con Magaramkent del Daguestán próximo a la frontera con Azerbaiyán, a través de Mineralnye Vody, Grozni y Majachkalá. Hasta el 31 de diciembre de 2017, se utilizó el identificador M-29 «Cáucaso» (Decreto del Gobierno de la Federación de Rusia del 17 de noviembre de 2010 N 928).

## Descripción
Tiene una longitud de 1 118 km. Parte de la M4 «Don». El tramo entre Pávlovskaya y Majachkalá es parte de la  y el tramo entre Majachkalá y la frontera azerí es parte de la  y de la . La sección entre Mineralnye Vody y Beslán es parte de la .

## Ruta
- 0 km: Pávlovskaya, M4 «Дон»
- 39 km: Tijoretsk
- 59 km: Arjánguelskaya
- 94 km: Kropotkin
- 169 km: Armavir
- 229 km: Kochubéyevskoye-desvío a la A155 a Cherkesk y al Camino Militar de Sujumi)
- 233 km: Desvío a la A154 a Stávropol
- 241 km: Nevinnomisk
- 352 km: Mineralnye Vody
- 372 km: Piatigorsk (desvío a la A156 a Cherkesk, la A157 a Karacháyevsk, Teberdá, Dombái y la carretera militar de Sujumi).
- 465 km: Nálchik
- 533 km: Kardzhin (desvío a Alaguir y el Camino Militar Osetio)
- 559 km: Beslán, (A301 a Vladikavkaz y la Carretera Transcaucásica).
- 580 km: Nazrán
- 653 km: Grozni
- 700 km: Gudermés
- 742 km: Jasaviurt
- 766 km: Kiziliurt
- 818 km: Majachkalá
- 878 km: Izberbash
- 945 km: Daguestánskiye Ogní
- 956 km: Derbent
- 1008 km: Gaptsaj y Magaramkent (del lado azerí se halla Samur, después del río homónimo)